# Final da Copa do Mundo de Clubes da FIFA de 2008
A final do Copa do Mundo de Clubes da FIFA de 2008 foi disputada em 16 de dezembro de 2008, entre o campeão da Copa Libertadores da América de 2008, a LDU Quito, e o campeão da Liga dos Campeões da UEFA de 2007-08, o Manchester United.
O Manchester United venceu por 1 a 0 e conquistou o título do torneio. O jogo foi arbitrado pelo uzbeque Ravshan Irmatov.

## Partida

### O jogo
A grande final do Mundial de Clubes de 2008 foi entre Manchester United, campeão da Liga dos Campeões da UEFA de 2007–08 e LDU Quito, campeã da Copa Libertadores de 2008 que tinha em seu elenco jogadores de muita qualidade, caso de Cevallos, Araujo, Reasco, Urrutia, Ambrosi, Bolaños, Bieler e Manso. Em um jogo muito "pegado", disputado e com várias chances, coube a Rooney inaugurar o placar aos 73 minutos, dando a vitória por 1–0.

## Detalhes da partida

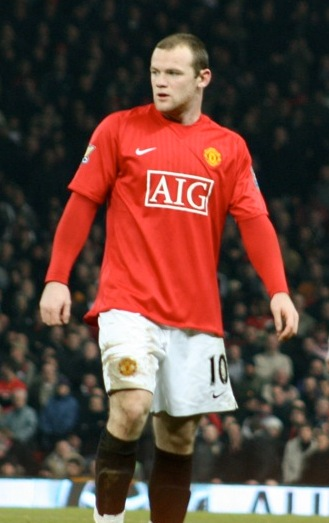
Autor do único gol, Wayne Rooney foi eleito "Homem do jogo".

| LDU Quito | Manchester |

| 21 de dezembro                                                                        |
| 11:30 (UTC-3) - Estádio Internacional de Yokohama (Yokohama, Japão) - Público: 68 682 |

| Árbitro(s):                              |
| Principal: UZB Ravshan Irmatov (FIFA)    |
| Assistente 1: UZB Abdukhamidullo Rasulov |
| Assistente 2: KGZ Bahadyr Kochkorov      |

| LDU Quito | 0 – 1 (0 – 0) | Manchester United |
|           |               | Rooney 73'        |

| LDU Quito \| 1 \| - José Francisco Cevallos 44' \| \| 13 \| - Néicer Reasco \| \| 2 \| - Norberto Araujo 66' \| \| 3 \| - Renán Calle 36' \| \| 23 \| - Jairo Campos 71' \| \| 7 \| - Luis Bolaños \| \| 15 \| - William Araujo \| \| 8 \| - Patricio Urrutia \| \| 21 \| - Damián Manso 2' \| \| 14 \| - Diego Calderón \| \| 16 \| - Claudio Bieler \| |                               |
| Substituição Renán Calle 77' Paúl Ambrosi Néicer Reasco 82' Pedro Larrea Luis Bolaños 87' Reinaldo Navia |                               |
| Treinador Edgardo Bauza |                               |
| |                               |
| 1 | - José Francisco Cevallos 44' |
| 13 | - Néicer Reasco               |
| 2 | - Norberto Araujo 66'         |
| 3 | - Renán Calle 36'             |
| 23 | - Jairo Campos 71'            |
| 7 | - Luis Bolaños                |
| 15 | - William Araujo              |
| 8 | - Patricio Urrutia            |
| 21 | - Damián Manso 2'             |
| 14 | - Diego Calderón              |
| 16 | - Claudio Bieler              |

| 1  | - José Francisco Cevallos 44' |
| 13 | - Néicer Reasco               |
| 2  | - Norberto Araujo 66'         |
| 3  | - Renán Calle 36'             |
| 23 | - Jairo Campos 71'            |
| 7  | - Luis Bolaños                |
| 15 | - William Araujo              |
| 8  | - Patricio Urrutia            |
| 21 | - Damián Manso 2'             |
| 14 | - Diego Calderón              |
| 16 | - Claudio Bieler              |

| Manchester United \| 1 \| - Edwin van der Sar \| \| 16 \| - Michael Carrick \| \| 15 \| - Nemanja Vidić \| \| 5 \| - Rio Ferdinand \| \| 3 \| - Patrice Evra \| \| 21 \| - Rafael \| \| 8 \| - Anderson 70' \| \| 10 \| - Wayne Rooney \| \| 7 \| - Cristiano Ronaldo \| \| 13 \| - Park Ji-Sung \| \| 32 \| - Carlos Tévez \| |                     |
| Substituição Carlos Tévez 51' Jonny Evans Rafael 85' Gary Neville Anderson 88' Darren Fletcher |                     |
| Treinador Alex Ferguson |                     |
| |                     |
| 1 | - Edwin van der Sar |
| 16 | - Michael Carrick   |
| 15 | - Nemanja Vidić     |
| 5 | - Rio Ferdinand     |
| 3 | - Patrice Evra      |
| 21 | - Rafael            |
| 8 | - Anderson 70'      |
| 10 | - Wayne Rooney      |
| 7 | - Cristiano Ronaldo |
| 13 | - Park Ji-Sung      |
| 32 | - Carlos Tévez      |

| 1  | - Edwin van der Sar |
| 16 | - Michael Carrick   |
| 15 | - Nemanja Vidić     |
| 5  | - Rio Ferdinand     |
| 3  | - Patrice Evra      |
| 21 | - Rafael            |
| 8  | - Anderson 70'      |
| 10 | - Wayne Rooney      |
| 7  | - Cristiano Ronaldo |
| 13 | - Park Ji-Sung      |
| 32 | - Carlos Tévez      |

Homem do jogo
- Wayne Rooney